# День і час
«День і час» (фр. Le Jour et l'Heure) — франко-італійський кінофільм 1963 року, поставлений режисером Рене Клеманом за оповіданням Андре Барре.

## Сюжет
Події фільму відбуваються влітку 1944 року під час Другої світової війни в окупованій Франції. Тереза Дютей, батько якої покінчив самогубством, а чоловік знаходиться в полоні, живе в стані глибокої байдужості до всього, що її оточує. Випадково вона зустрічає американського льотчика Аллена, який через провалену явку не має безпечного притулку. Переховуючи Аллена, спочатку Тереза керується лише бажанням допомогти йому, а невдовзі, закохавшись, разом з ним йде до партизанів, щоб боротися з фашизмом.

## В ролях
| Актор            |   | Роль           |
| ---------------- | - | -------------- |
| Симона Синьйоре  | • | Тереза Дютей   |
| Стюарт Вітмен    | • | Аллен Морлі    |
| Женев'єв Паж     | • | Агата          |
| Мішель Пікколі   | • | Антуан         |
| Реджі Нальдер    | • | гестапівець    |
| Біллі Кірнс      | • | Пет Рілі       |
| Марсель Боццуффі | • | інспектор Лера́ |